# Ichneumon feriens
Ichneumon feriens är en stekelart som beskrevs av Heinrich 1961. Ichneumon feriens ingår i släktet Ichneumon och familjen brokparasitsteklar. Inga underarter finns listade i Catalogue of Life.